# Ted Kennedy
Edward Moore "Ted" Kennedy (Boston, 22 de fevereiro de 1932 — Hyannis Port, 25 de agosto de 2009) foi um político estadunidense do Partido Democrata, reeleito por sete vezes senador por Massachusetts de 1962 até 2009. Ficou conhecido como o "leão do Senado".

## Primeiros anos
Era o mais novo dos nove filhos de Joseph P. Kennedy, um homem de negócios e ex-embaixador americano de origem irlandesa. Oriundo de uma família rica, Ted formou-se em Direito na Universidade Harvard, em 1956, tendo sido anteriormente expulso da mesma universidade por fraudar exames. Seu primeiro mandato como senador foi obtido após o adiamento de eleições, o que permitiu que tivesse a idade mínima (30 anos) necessária para o cargo, na vaga deixada pelo seu irmão, eleito presidente, gerando acusações de favorecimento.

## Candidatura à presidência

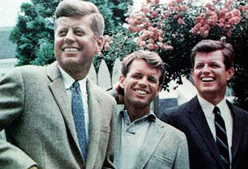
Os irmãos John, Robert e Edward Kennedy.

Integrante da mais destacada dinastia política dos Estados Unidos, Ted concentrou tanto defeitos como virtudes da família. Tendo um irmão que chegou à presidência, John Kennedy (assassinado durante o mandato em 1963), e outro, Robert Kennedy, que disputava a indicação para o cargo ao ser assassinado, em 1968, esperava-se que Ted se candidatasse ao posto, mas não teve ambição suficiente.
Em 1964 Ted Kennedy sobreviveu a um acidente de avião, no qual morreram o piloto e um assessor. Contribuiu também para frear suas pretensões políticas a morte, em julho de 1969, de uma ex-secretária, Mary Joe Kopechne, de 28 anos devido a um acidente automobilístico em que Ted dirigia um carro que caiu na água, mas conseguiu salvar-se, ao mesmo tempo em que não prestou nem pediu socorro para sua acompanhante, que teria morrido horas depois afogada. Ted assumiu a culpa mas declarou-se em estado de choque, sendo condenado a dois meses de prisão condicional, ao mesmo tempo em que nunca houve maiores investigações sobre a veracidade de sua versão.
Ted também recebia bilhetes com ameaças: "Não se candidate a presidente e nem a vice, ou será morto a tiros também". As ameaças geralmente vinham de grupos radicais, como a Ku Klux Klan.
Evitando concorrer à presidência nos pleitos de 1972 e 1976, apenas por ocasião da eleição presidencial de 1980 tentou a indicação pelo Partido Democrata, mas perdeu para o candidato à reeleição, Jimmy Carter.

## Legislador

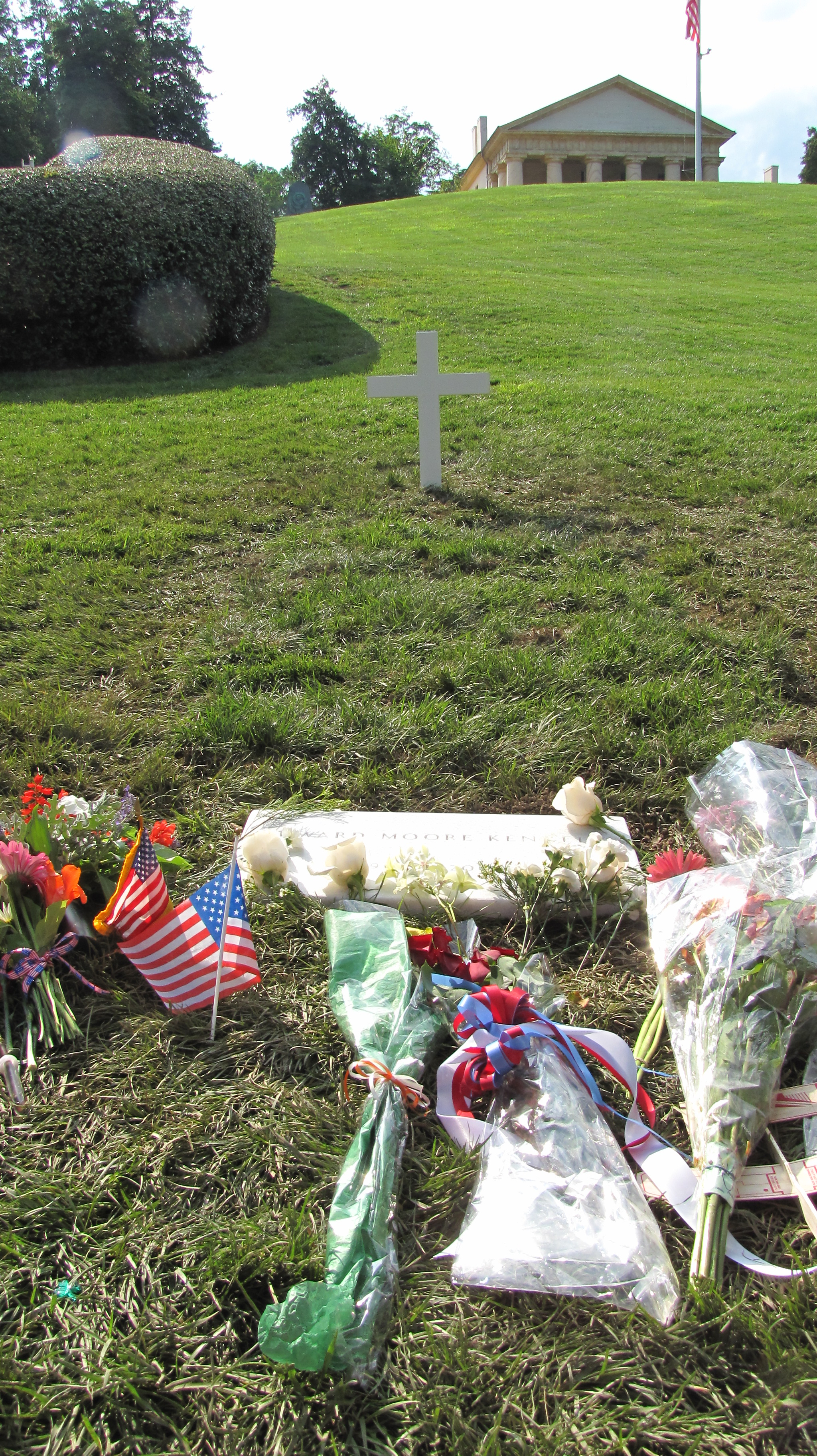
Túmulo de Edward Kennedy no Cemitério Nacional de Arlington.

Voltou-se, então, para a defesa de causas liberais, apoiando, mesmo sendo de família católica, o aborto e o casamento entre pessoas do mesmo sexo. Também foi um defensor de direitos dos imigrantes e do controle de armas. No âmbito externo, condenou a ditadura militar do general chileno Augusto Pinochet, o regime de apartheid na África do Sul, a guerra do Vietnã e a guerra do Iraque, além de participar de esforços de paz na Irlanda do Norte. Em 2006, a revista Time o citou como um dos dez melhores senadores americanos, devido a todo seu histórico. Para muitos analistas, seu legado em décadas de lutas legislativas foi mais profícuo que o deixado por seus irmãos. Ficou conhecido por sua habilidade em tratar com os republicanos. Ainda que o partido tenha combatido muitas de suas ideias, seus projetos sempre contavam com apoio de políticos desse partido.
Eleito ao todo oito vezes senador, permaneceu mais de quarenta anos no cargo, sendo o segundo mais longevo (atrás apenas do democrata Robert Byrd). Recebeu de Barack Obama, em 2009, a mais alta condecoração civil, a Medalha Presidencial da Liberdade, pelo seu trabalho como agente de mudanças.
| “ | Por cinco décadas, praticamente toda legislação importante no avanço dos direitos civis, saúde e bem-estar econômico do povo americano ficou marcada pelo seu nome e resultou de seus esforços. | ” |

Representou em 20 de janeiro de 2009 os Kennedy na posse de Barack Obama, estando em cadeira de rodas devido a uma cirurgia a que se submeteu. Morreu no dia 25 de agosto do mesmo ano devido a um câncer de cérebro. Ele está sepultado no Cemitério Nacional de Arlington.